# Corredor Hornbein

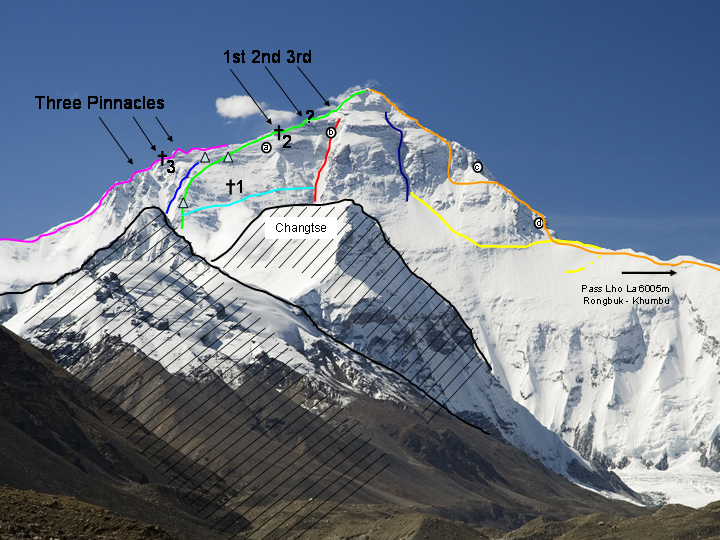
Puntos destacados de la cara Norte del monte Everest, el corredor Horbein está en azul oscuro

El corredor Hornbein es una de las vías de acceso al monte Everest. Se considera la ruta más difícil para ascender a la montaña más alta del mundo.

## El abismo Hornbein
En 1963, los escaladores estadounidenses Willi Unsoeld y Thomas Hornbein intentaron llegar a la cumbre por la cara Sur del Everest. Tras partir del campo base, alcanzaron el filo Oeste, atravesaron la cara Norte, remontaron una gran canaleta, alcanzaron la cumbre vía el filo Oeste y descendieron por la ruta normal.
La última fase de la ascensión tuvo lugar por el abismo que tomaría el nombre de Hornbein. Se trata de un alto y escarpado barranco en el lado Norte del monte Everest, en el Tíbet, al oeste de la cumbre, y que se extiende desde unos 150 metros por debajo de la misma. 

## El corredor
En 1980, los escaladores japoneses Tsuneo Shigehiro y Takshi Ozaki abrieron una nueva ruta, una perfecta línea directa que atraviesa los 2.200 metros de la cara Norte y que enlaza con el corredor Hornbein propiamente dicho. Sus dificultades involucran pendientes de nieve y hielo de hasta 60° y grado IV° de dificultad en escalada en roca (escala UIAA).
Mientras miles de personas han ascendido por las rutas más accesibles, hasta 2009 el corredor Hornbein sólo había sido ascendido con éxito en siete ocasiones, y de ellas sólo una en el más puro estilo alpino, sin ayuda de oxígeno, cuerdas fijas ni porteadores: la expedición de los suizos Loretan y Troillet de 1986.